# Little Sisters Islands

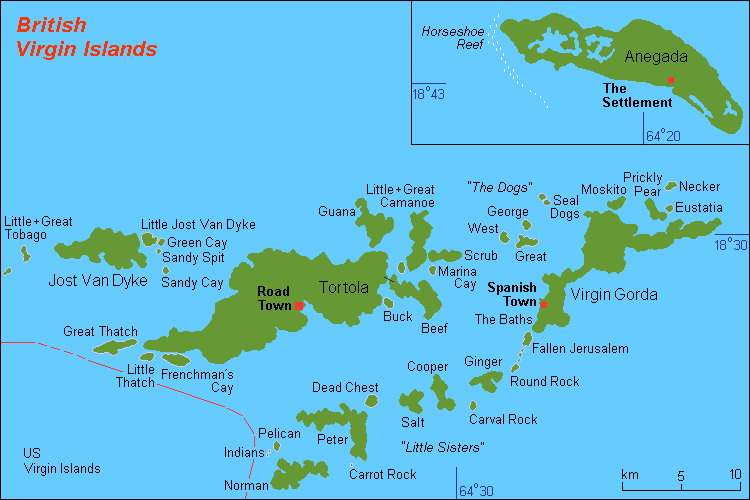
Brittiska Jungfruöarna

Little Sisters Islands (engelska Little Sisters Islands, "Småsystraröarna") är en ögrupp bland de Brittiska Jungfruöarna i Västindien som tillhör Storbritannien.

## Geografi
Little Sisters Islands ligger i Karibiska havet ca 10 km söder om huvudön Tortola i den södra delen av sundet Sir Frances Drake Channel och sträcker sig nästan från St John i söder till Virgin Gorda i norr.
Öarna är av vulkaniskt ursprung och har en areal om sammanlagd ca 15 km².
Ögruppen består av 5 större öar och omfattar:
- Cooper Island, ca 2 km² med närliggande ön Carval Island (även Carval Rock)

- Ginger Island, ca 2 km² med närliggande klippön Round Rock

- Norman Island, ca 2,4 km² med närliggande småöarna Flanagan Island, de 4 klipper The Indians och Pelican Island

- Peter Island, ca 7 km² med närliggande Key Cay, Dead Chest Island och Carrot Rock

- Salt Island, 1,5 km²

## Historia
Brittiska Jungfruöarna upptäcktes 1493 av Christofer Columbus under sin andra resa till Nya världen som då döpte hela området till Las Islas Once Mil Virgenes (11.000 jungfruar) efter helgonet St Ursula och hennes jungfruar.
Idag är vattnen kring Little Sisters Islands ett populärt område för dykning då det finns ett stort utbud av skyddade havsvikar, korallrev, undervattensberg, undervattensgrottor och skeppsvrak.
Ön Dead Chest Island och området kring vraket efter "HMS Rhone" vid Salt Island är numera nationalparker (1).